# Usine à gaz de Vaugirard
L'usine à gaz de Vaugirard est fondée en 1835 à Paris. Détruite en 1909, elle cède progressivement la place au square Saint-Lambert et au lycée Camille-Sée.
Le gaz de ville qu'y produit la Compagnie parisienne d'éclairage et de chauffage par le gaz est utilisé pour éclairer les rues de l'arrondissement, en commençant par alimenter quatre réverbères mis en place à cette fin rue de la Croix-Nivert, alors considérée par les édiles comme la plus commerçante du quartier. Pendant sa période d'activité, l'usine est réputée pour son insalubrité
.
Le 24 novembre 1870, lors du siège de Paris, un ballon aérostat est fabriqué rue des Favorites, et gonflé sur place. Il est destiné à s'en envoler pour emporter vers la Belgique cinq passagers, dont l'aéronaute Wilfrid de Fonvielle, et du courrier confié par les assiégés. Mais, mal gonflé, le ballon se sépare de son filet. Pendant la tentative de réparation, il échappe aux mains de ses ouvriers, sans charge,
et s'abat peu après entre les lignes de front. Les Prussiens s'en emparent.
| Image externe | |
|               | https://static.wixstatic.com/media/3e5018_e5a4ccd848b14a2b988a6525c5114c8a~mv2.jpg/v1/fill/w_744,h_489,al_c,q_85,enc_auto/Gaz%201L.jpg |

## Sources
1. ↑  Informations portées sur le panneau Histoire de Paris.

- plaque commémorative Panneau Histoire de Paris
- Michel DEBONNE, « L'usine à gaz de Vaugirard », sur Société historique et archéologique du 15e arrondissement de Paris
- « Le passé industriel du 15e », sur Autour de Paris
- Photo de l'usine par Albert Fernique sur Usine à gaz de Vaugirard. Vue générale sur Gallica